# Basilika La Purísima (Yecla)

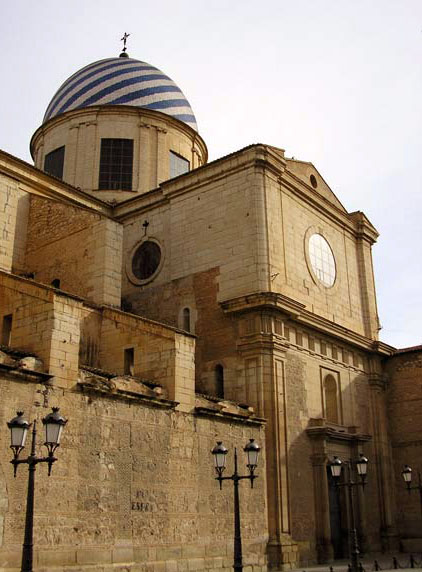
Basilika La Purísima, Yecla

Die Basilika La Purísima ist die Hauptkirche der Stadt Yecla in der spanischen Region Murcia. Die Pfarrkirche des Bistums Cartagena ist der Unbefleckten Empfängnis als Schutzpatronin der Stadt gewidmet und trägt den Titel einer Basilica minor. Das in der Bevölkerung auch als „Iglesia Nueva“ (Neue Kirche) bekannte Bauwerk wurde im 19. Jahrhundert im klassizistischen Stil fertiggestellt.

## Geschichte
Mit dem Bau der Basílica de la Purísima Concepción wurde im Jahr 1775 nach Plänen von José López für eine wachsende Gemeinde begonnen. Die Fertigstellung erfolgte nach einer Phase des Stillstands jedoch erst im Jahr 1868 durch Jerónimo Ros, der auch für die charakteristische Kuppel verantwortlich ist. Die Kirche erhielt mit der Fertigstellung durch Papst Pius IX. den Titel einer Basilica minor verliehen. Sie ist während der Karwoche Station der Prozession mit der auch als Virgen del Castillo verehrten Stadtpatronin.

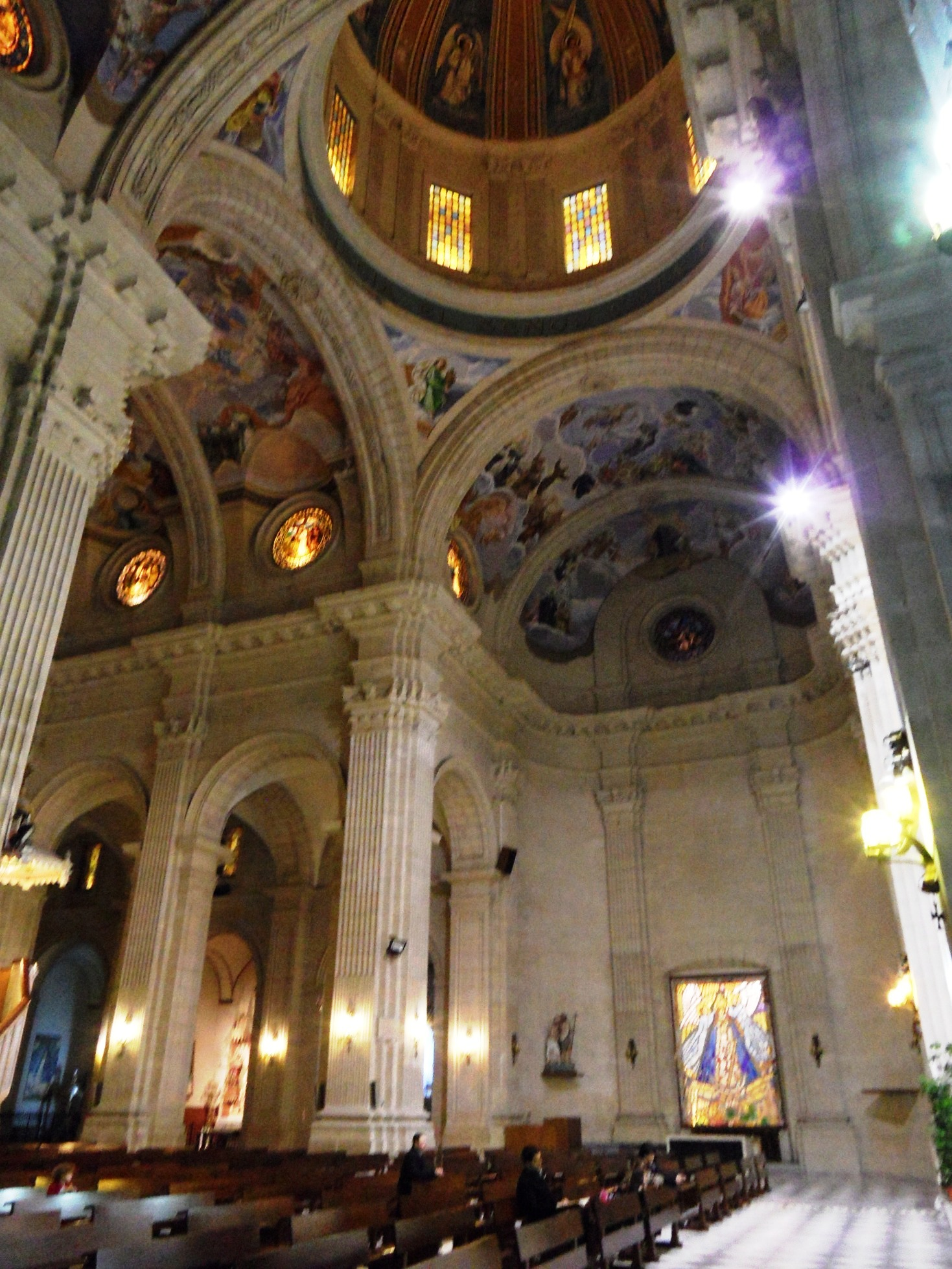
Innenraum

## Architektur
Von der Plaza de la Purísima führen drei Portale in die Kirchenschiffe, die unvollendete Fassade ist in der unteren Etage mit Pilastern geschmückt. Die klassizistische Basilika hat den Grundriss eines lateinischen Kreuzes mit drei großen Schiffen, die jeweils drei Joche umfassen und durch Rundbögen auf korinthischen Pilastern voneinander getrennt sind. Die Seitenschiffe werden als Chorumgang weitergeführt. Von ihnen gehen sechs niedrigere Kapellen zwischen den Strebepfeilern ab, weitere vier vom Chorumgang, in einer dieser Kapellen befindet sich die Skulpturengruppe der Virgen de las Angustias von Francisco Salzillo (1764). Über einem durchfensterten, runden Tambour erhebt sich die halbkugelförmige Vierungskuppel, deren Außenseite spiralförmig mit blauen und weißen glasierten Kacheln verziert ist und als repräsentativstes Element des Gebäudes ein Symbol für die Stadt darstellt. In der nordöstlichen Ecke des Gebäudes befindet sich der quadratische Turm im Neo-Mudejar-Stil, der von einem achteckigen Glockengeschoss gekrönt wird.

## Ausstattung
Die Tonnengewölbe über dem Haupt- und Querschiff einschließlich der Apsis sind figürlich ausgemalt, ein bemerkenswertes Werk von Manuel Muñoz Barberán. Das Mittelschiff und das Querschiff werden durch große offene Oculi in den Lünetten des Gewölbes beleuchtet, die Apsis durch drei Oculi. In den Seitenschiffen, auf den Bögen des Zugangs zu den Kapellen, öffnen sich rechteckige Fenster. Die Innenseite der Kuppel wurde durch Rafael Rosés de Rivadavia gestaltet. Es gibt auch eine Fülle von Bildern, vor allem die Pasos der Karwoche, die in den berühmten lokalen Prozessionen vorgeführt werden und zu deren Autoren José Lozano Roca, Miguel Torregrosa und Francisco Salzillo gehören.